# Virginia C. Andrews
 (juillet 2016).
Si vous disposez d'ouvrages ou d'articles de référence ou si vous connaissez des sites web de qualité traitant du thème abordé ici, merci de compléter l'article en donnant les références utiles à sa vérifiabilité et en les liant à la section « Notes et références ».
Pour les articles homonymes, voir Andrews.
Œuvres principales
- Série Fleurs captives

Virginia Cléo Andrews, née le 6 juin 1923 à Portsmouth en Virginie, est une romancière américaine. Un accident survenu à l'âge de quinze ans la condamne à vivre dans un fauteuil roulant. 
Portraitiste et dessinatrice de mode, elle publie son premier livre en 1972. Mais c'est en 1979, avec Fleurs captives, qu'elle connaît le succès. 
Virginia C. Andrews meurt le 19 décembre 1986 à Virginia Beach en Virginie. Elle laisse de nombreuses ébauches de romans, qui ont permis la publication d'œuvres posthumes sous le nom de l'auteur mais écrites par Andrew Neiderman. Ses romans se sont vendus à plus de 32 millions d'exemplaires et ont été traduits en seize langues. 

## Œuvres

### SérieFleurs captives
1. Fleurs captives, J'ai lu, 1981 ((en) Flowers in the Attic, 1979), trad. Michel Deutsch  (ISBN 2-277-21165-6)
2. Pétales au vent, J'ai lu, 1981 ((en) Petals on the Wind, 1980), trad. Michel Deutsch  (ISBN 2-277-21237-7)
3. Bouquet d'épines, J'ai lu, 1982 ((en) If There Be Thorns, 1981), trad. Michel Deutsch  (ISBN 2-277-21350-0)
4. Les Racines du passé, J'ai lu, 1985 ((en) Seeds of Yesterday, 1984), trad. Gérard Lebec  (ISBN 2-277-21818-9)
5. Le Jardin des ombres, J'ai lu, 1988 ((en) Garden of Shadows, 1986), trad. Francis Kerline  (ISBN 2-277-02135-0)

Les deux premiers romans, Fleurs captives et Pétales au vent, se concentrent sur les enfants Dollanganger : Chris, Cathy, Cory et Carrie. Les Dollanganger sont initialement emprisonnés dans un grenier par leur mère et leur grand-mère. Fleurs captives raconte leur séquestration puis leur évasion. Pétales au vent reprend l'histoire directement après leur évasion du grenier sans leur petit frère qui est mort empoisonné. Bouquet d'épines et Les Racines du passé continuent de raconter leur histoire, mais l'accent est mis sur les enfants de Cathy : Jory et Bart, après qu'une mystérieuse femme et son majordome emménagent à côté de chez eux et commencent à inviter Bart, le transformant en un monstre. Le Jardin des ombres raconte l'histoire des grands-parents, Olivia et Malcolm Foxworth, et des parents des enfants, Corinne Foxworth, et Christopher Foxworth Dollanganger.

### SérieMa douce Audrina
1. Ma douce Audrina, J'ai lu, 1984 ((en) My Sweet Audrina, 1982), trad. Nicole Sels  (ISBN 2-277-21578-3)
2. (en) Whitefern, 2016

### La Saga de Heaven
1. Les Enfants des collines, Flamme, 1987 ((en) Heaven, 1985), trad. Marie-Pierre Pettitt  (ISBN 2-277-02138-5)
2. L'Ange de la nuit, Flamme, 1988 ((en) Dark Angel, 1986), trad. Marie-Pierre Pettitt et Françoise Jamoul  (ISBN 2-277-02141-5)
3. Cœurs maudits, Flamme, 1989 ((en) Fallen Hearts, 1988), trad. Françoise Jamoul  (ISBN 2-277-02143-1)
4. Un visage du paradis, Flamme, 1990 ((en) Gates of Paradise, 1989), trad. Françoise Jamoul  (ISBN 2-277-02145-8)
5. Le Labyrinthe des songes, Flamme, 1991 ((en) Web of Dreams, 1990), trad. Françoise Jamoul  (ISBN 2-277-02147-4)

### La Saga Aurore
1. Aurore, Flamme, 1992 ((en) Dawn, 1990), trad. Françoise Jamoul  (ISBN 2-277-02152-0)
2. Les Secrets de l'aube, Flamme, 1992 ((en) Secrets of the Morning, 1991), trad. Françoise Jamoul  (ISBN 2-277-02154-7)
3. L'Enfant du crépuscule, Flamme, 1993 ((en) Twilight's Child, 1992), trad. Françoise Jamoul  (ISBN 2-277-02157-1)
4. Les Démons de la nuit, Flamme, 1993 ((en) Midnight Whispers, 1992), trad. Isabelle Tolila et Paul Benita  (ISBN 2-277-02157-1)
5. Avant l'aurore, Flamme, 1994 ((en) Darkest Hour, 1993), trad. Isabelle Tolila  (ISBN 2-277-02160-1)

### SérieLa Famille Landry
1. Ruby, La Martingale, 1995 ((en) Ruby, 1994), trad. Françoise Jamoul  (ISBN 2-277-37056-8)
2. Perle, La Martingale, 1996 ((en) Pearl in the Mist, 1994), trad. Françoise Jamoul  (ISBN 2-277-37063-0)
3. D'or et de lumière, La Martingale, 1996 ((en) All that Glitters, 1995), trad. Françoise Jamoul  (ISBN 2-277-37070-3)
4. Tel un joyau caché, La Martingale, 1997 ((en) Hidden Jewel, 1995), trad. Françoise Jamoul  (ISBN 2-277-37078-9)
5. D'or et de cendres, J'ai lu, 1998 ((en) Tarnished Gold, 1996), trad. Françoise Jamoul  (ISBN 2-290-04808-9)

### SérieLa Famille Logan
1. Melody, France Loisirs, 1999 ((en) Melody, 1996), trad. Françoise Jamoul  (ISBN 2-7441-2395-1)
2. Le Chant du cœur, France Loisirs, 1999 ((en) Heart Song, 1997), trad. Françoise Jamoul  (ISBN 2-7441-2605-5)
3. Symphonie inachevée, France Loisirs, 1999 ((en) Unfinished Symphony, 1997), trad. Françoise Jamoul  (ISBN 2-7441-2920-8)
4. Petite musique de nuit, France Loisirs, 1999 ((en) Music in the Night, 1998), trad. Françoise Jamoul  (ISBN 2-7441-3216-0)
5. Olivia, la chanson triste, France Loisirs, 2000 ((en) Olivia, 1999), trad. Françoise Jamoul  (ISBN 2-7441-3580-1)

### SérieLes Orphelines
1. Janet, J'ai lu, 1999 ((en) Butterfly, 1998), trad. Françoise Jamoul  (ISBN 2-290-05180-2)
2. Crystal, J'ai lu, 1999 ((en) Crystal, 1998), trad. Béatrice Pierre  (ISBN 2-290-05181-0)
3. Brenda, J'ai lu, 1999 ((en) Brooke, 1998), trad. Béatrice Pierre  (ISBN 2-290-05182-9)
4. Rebecca, J'ai lu, 1999 ((en) Raven, 1998), trad. Florence Mantran  (ISBN 2-290-05183-7)
5. En fuite !, J'ai lu, 1999 ((en) Runaways, 1998), trad. Florence Mantran  (ISBN 2-290-05184-5)

### SérieLes Fleurs sauvages
1. Misty, J'ai lu, 2002 ((en) Misty, 1999), trad. Frédérique Le Boucher  (ISBN 2-290-32307-1)
2. Star, J'ai lu, 2003 ((en) Star, 1999), trad. Frédérique Le Boucher  (ISBN 2-290-32314-4)
3. Jade, J'ai lu, 2003 ((en) Jade, 1999), trad. Frédérique Le Boucher  (ISBN 2-290-32315-2)
4. Cat, J'ai lu, 2003 ((en) Cat, 1999), trad. Frédérique Le Boucher  (ISBN 2-290-32316-0)
5. Au fond du jardin, J'ai lu, 2003 ((en) Into The Garden, 1999), trad. Frédérique Le Boucher  (ISBN 2-290-32317-9)

### SérieLa Famille Hudson
1. Rain, J'ai lu, 2001 ((en) Rain, 2000), trad. Françoise Jamoul  (ISBN 2-290-31608-3)
2. Au cœur de l'orage, J'ai lu, 2002 ((en) Lightning Strikes, 2000), trad. Françoise Jamoul  (ISBN 2-290-31796-9)
3. L'Œil du cyclone, J'ai lu, 2002 ((en) Eye of the Storm, 2000), trad. Françoise Jamoul  (ISBN 2-290-31920-1)
4. Au-delà de l'arc-en-ciel, J'ai lu, 2002 ((en) End of the Rainbow, 2001), trad. Françoise Jamoul  (ISBN 2-290-32032-3)

### SérieÉtoiles filantes
1. Cinnamon, J'ai lu, 2005 ((en) Cinnamon, 2001), trad. Iawa Tate  (ISBN 2-290-32402-7)
2. Ice, J'ai lu, 2005 ((en) Ice, 2001), trad. Iawa Tate  (ISBN 2-290-32403-5)
3. Rose, J'ai lu, 2005 ((en) Rose, 2001), trad. Iawa Tate  (ISBN 2-290-32404-3)
4. Honey, J'ai lu, 2005 ((en) Honey, 2001), trad. Iawa Tate  (ISBN 2-290-32405-1)
5. Pluies d'étoiles, J'ai lu, 2005 ((en) Falling Stars, 2001), trad. Mona Moonart  (ISBN 2-290-32415-9)

### SérieLa Famille De Beers
1. Willow, J'ai lu, 2004 ((en) Willow, 2002), trad. Françoise Jamoul  (ISBN 2-290-32986-X)
2. La Forêt des maléfices, J'ai lu, 2004 ((en) Wicked Forest, 2002), trad. Françoise Jamoul  (ISBN 2-290-33029-9)
3. Les Racines vénéneuses, J'ai lu, 2004 ((en) Twisted Roots, 2002), trad. Françoise Jamoul  (ISBN 2-290-33001-9)
4. Au fond des bois, J'ai lu, 2004 ((en) Into the Woods, 2003), trad. Françoise Jamoul  (ISBN 2-290-33034-5)
5. (en) Hidden Leaves, 2003

### SérieLes Ailes brisées
1. Les Ailes brisées, J'ai lu, 2006 ((en) Broken Wings, 2003), trad. Françoise Jamoul  (ISBN 2-290-34036-7)
2. L'Envol de minuit, J'ai lu, 2006 ((en) Midnight Flight, 2003), trad. Françoise Jamoul  (ISBN 2-290-34037-5)

### SérieLes Jumeaux
1. Céleste, J'ai lu, 2006 ((en) Celeste, 2004), trad. Françoise Jamoul  (ISBN 2-290-34729-9)
2. Le Chat noir, J'ai lu, 2006 ((en) Black Cat, 2004), trad. Françoise Jamoul  (ISBN 2-290-34730-2)
3. L'Enfant de la pénombre, J'ai lu, 2006 ((en) Child Of Darkness, 2005), trad. Françoise Jamoul  (ISBN 978-2-290-34731-7)

### SérieThe Shadows
1. (en) April Shadows, 2005
2. (en) Girl in the Shadows, 2006

### SérieEarly Spring
1. (en) Broken Flower, 2006
2. (en) Scattered Leaves, 2007

### SérieSecrets
1. (en) Secrets in the Attic, 2007
2. (en) Secrets in the Shadows, 2008

### SérieDelia
1. (en) Delia's Crossing, 2008
2. (en) Delia's Heart, 2008
3. (en) Delia's Gift, 2009

### SérieHeavenstone
1. (en) Heavenstone Secrets, 2009
2. (en) Secret Whispers, 2010

### SérieKindred
1. (en) Daughter of Darkness, 2010
2. (en) Daughter of Light, 2012

### SérieMarch Family
1. (en) Family Storms, 2011
2. (en) Cloudburst, 2011

### SérieForbidden
1. (en) The Forbidden Sister, 2013
2. (en) Roxy's Story, 2013

### SérieDiary
1. (en) Christopher's Diary: Secret of Foxworth, 2014
2. (en) Christopher's Diary: Echoes of Dollanganger, 2015
3. (en) Secret Brother, 2015

### SérieMirror Sisters
1. (en) The Mirror Sisters, 2016
2. (en) Broken Glass, 2017
3. (en) Shattered Memories, 2017

### Romans indépendants
- (en) Gods of Green Mountain, 1972
- (en) Into the Darkness, 2012
- (en) The Unwelcomed Child, 2014
- (en) Bittersweet Dreams, 2015
- (en) Sage's Eyes, 2016

### Nouvelles
- (en) I Slept With My Uncle On My Wedding Night
- (en) Cage Of Love, 2001
- (en) The Little Psychic, 2001

### Adaptations
La série Fleurs captives fait l'objet d'une adaptation à l'écran diffusée en France en janvier 2015 sous le nom Les Enfants du pêché dont l'histoire correspond au premier tome de la série. Une suite a été réalisée sous le titre Les Enfants du pêché : Nouveau Départ et correspondant au deuxième tome. 
Les troisième et quatrième tomes sont diffusés en France en septembre 2015. Le troisième sous le titre "Les enfants du pêché : Secrets de famille" et enfin le quatrième tome sous le titre "Les enfants du pêché : Les racines du mal".
Ma douce Audrina est également adapté et diffusé en France en tant que téléfilm étranger.
La saga de Haeven a aussi été adaptée en téléfilm. Première diffusion en France en Octobre 2019. Elle se compose de 5 téléfilms de 90 minutes.
- « Les enfants maudits» («Heaven»), 27 juillet 2019 (A+E Networks, USA);
- « Les enfants maudits : Un amour interdit» («Dark Angel»), 3 août 2019 (A+E Networks, USA);
- « Les enfants maudits : Les secrets du manoir» («Fallen Hearts»), 10 août 2019 (A+E Networks, USA);
- « Les enfants maudits : Une nouvelle famille» («Gates of Paradise»), 17 août 2019 (A+E Networks, USA);
- « Les enfants maudits : Les origines du mal» («Web of Dreams»), 24 août 2019 (A+E Networks, USA).

La saga Famille Landry sera adapté en film, sortie pour 2021 aux États Unis à partir du 20 mars, séparé en 5 films (Ruby, Pearl in the Mist,  All That Glitters, Hidden Jewel, Tarnished Gold),.